# Listrac-de-Durèze
Listrac-de-Durèze är en kommun i departementet Gironde i regionen Nouvelle-Aquitaine i sydvästra Frankrike. Kommunen ligger i kantonen Pellegrue som tillhör arrondissementet Langon. År 2022 hade Listrac-de-Durèze 137 invånare.

## Befolkningsutveckling
Antalet invånare i kommunen Listrac-de-Durèze
Referens:INSEE